# TP d'Or 1979
Els premis TP d'Or 1979 foren entregats a l'Hotel Eurobuilding de Madrid el 17 de març de 1980. L'acte fou presidit pel ministre de Cultura Ricardo de la Cierva y de Hoces.
| Categoria              | Programa                                          | Persona                    | Resultat       |
| ---------------------- | ------------------------------------------------- | -------------------------- | -------------- |
| Actor nacional         | La Barraca                                        | Álvaro de Luna             | Guanyador      |
| Actor nacional         | Antología de la Zarzuela i Que usted lo mate bien | Pedro Osinaga              | 2 Classificat  |
| Actor nacional         | Estudio 1                                         | José Bódalo                | 3 Classificat  |
| Actriu nacional        | La Barraca i El señor Villanueva y su gente       | Lola Herrera               | Guanyadora     |
| Actriu nacional        | La Barraca                                        | Marisa de Leza             | 2 Classificada |
| Actriu nacional        | La Barraca                                        | Victoria Abril             | 3 Classificada |
| Actor Estranger        | Hombre rico, hombre pobre                         | Peter Strauss              | Guanyador      |
| Actor Estranger        | El nido de Robin                                  | Richard O'Sullivan         | 2 Classificat  |
| Actor Estranger        | Poldark                                           | Robin Ellis                | 3 Classificat  |
| Actriu Estrangera      | La Casa de la Pradera                             | Melissa Sue Anderson       | Guanyadora     |
| Actriu Estrangera      | Los ángeles de Charlie                            | Kate Jackson               | 2 Classificada |
| Actriu Estrangera      | Los ángeles de Charlie                            | Farrah Fawcett             | 3 Classificada |
| Presentador            | Fantástico                                        | José María Íñigo           | Guanyador      |
| Presentador            | Más vale prevenir                                 | Ramón Sánchez Ocaña        | 2 Classificat  |
| Presentador            | 300 Millones                                      | Pepe Domingo Castaño       | 3 Classificat  |
| Presentadora           | Gente Hoy                                         | Mari Cruz Soriano          | Guanyador      |
| Presentadora           | 300 Millones                                      | Marisa Abad                | 2 Classificada |
| Presentadora           | Aplauso                                           | Silvia Tortosa             | 3 Classificada |
| Personatge más popular | Poldark                                           | Poldark (Robin Ellis)      | Guanyador      |
| Personatge más popular | Hombre Rico, Hombre Pobre                         | Falconetti (William Smith) | 2 Classificat  |
| Personatge más popular | 625 líneas                                        | Tip y Coll                 | 3 Classificat  |
| Serie Nacional         | La Barraca                                        | La Barraca                 | Guanyadora     |
| Serie Nacional         | El hombre y la tierra                             | El hombre y la tierra      | 2 Classificada |
| Serie Nacional         | Don Quijote de La Mancha                          | Don Quijote de La Mancha   | 3 Classificada |
| Sèrie Estrangera       | Holocausto                                        | Holocausto                 | Guanyadora     |
| Sèrie Estrangera       | Poldark                                           | Poldark                    | 2 Classificada |
| Sèrie Estrangera       | Raíces                                            | Raíces                     | 3 Classificada |
| Programa Nacional      | Aplauso                                           | Aplauso                    | Guanyador      |
| Programa Nacional      | Más vale prevenir                                 | Más vale prevenir          | 2 Classificat  |
| Programa Nacional      | La clave                                          | La clave                   | 3 Classificat  |